# EM i håndbold 2030 (kvinder)
|  | Denne artikel indeholder information om en fremtidig sportsbegivenhed Der kan forekomme spekulativ information, og indholdet kan ændres dramatisk når arrangementet nærmer sig og mere information bliver tilgængelig. |

Europamesterskabet i håndbold for kvinder 2030 bliver den 19. udgave af EM i håndbold for kvinder arrangeret af European Handball Federation. Turneringen afvikles fra 28. november til 15. december 2030, men værtsnationen kendes endnu ikke pr. 2024, da der ikke er indløbet nogen ansøgninger, omend Tyrkiet er kommet med et bud.